# Mary Wriothesley, comtesse de Southampton
Pour les articles homonymes, voir Wriothesley.
Mary Wriothesley, comtesse de Southampton (22 juillet 1552 - octobre/novembre 1607), appelée Mary Browne à sa naissance. Elle épouse Henry Wriothesley, 2e comte de Southampton, à l'âge de treize ans. Elle est la mère de Henry Wriothesley, 3e comte de Southampton. En 1581, elle prend le titre de comtesse douairière de Southampton, après la mort de son conjoint. Elle porte ce titre jusqu'en 1595. Elle épouse ensuite le courtisan Thomas Heneage, qui ne survit que 5 mois à ce mariage. En 1598, elle se remarie enfin avec William Hervey, 1er Baron Hervey (en).

## Biographie
Mary Browne est la fille de Anthony Browne, 1er vicomte de Montagu, et Margaret Stanley. Elle a un frère jumeau, Anthony Browne. Leur mère meurt lors de l'accouchement.
Avant le 10 décembre 1558, le père de Mary, Montagu, se remarie à Magdalen Dacre, par qui il a trois fils: George, Thomas et Henry, et trois filles: Elizabeth, Mabel et Jane,.
Le 19 février 1565/66, à l'âge de treize ans, Mary Browne épouse, dans la maison de son père à Londres, Henry Wriothesley, 2e comte de Southampton. Lui-même n'a que vingt ans. Henry Wriothesley est le fils de Jane Cheney et du 1er comte de Southampton,. Durant l'année 1566, Wriothesley atteint l'âge de vingt et un ans. Il ne prend le contrôle de ses domaines que le 7 février 1568. Il est ensuite en possession de six résidences et un revenu compris entre £2,000 et £3,000. On dit qu'il "vivait de manière grandiose, entretenant une grande et somptueuse maison",. Cependant, la vie de Mary avec Southampton est troublée par ses difficultés politiques découlant de son "catholicisme fervent".

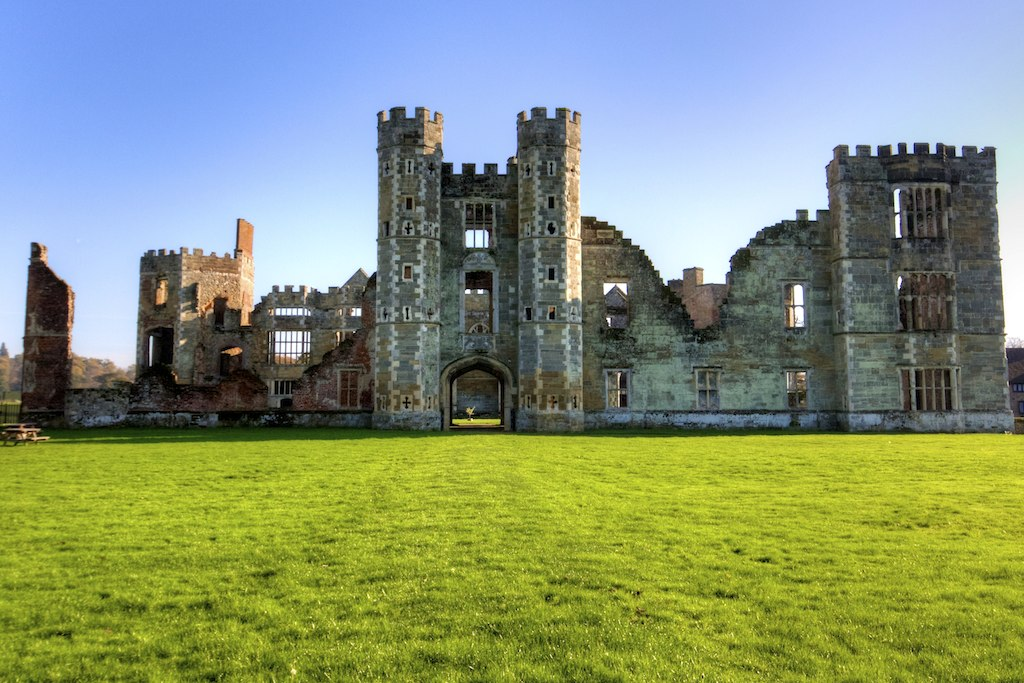
Ruines de la Maison de Cowdray, Lieu de naissance de Mary Browne

Avec Southampton, Mary a un fils, Henry Wriothesley, 3e comte de Southampton, et deux filles: Jane, décédée avant 1573, et Mary, qui se marie Thomas Arundell, 1er baron Arundell de Wardour,,. Le 6 octobre 1573, Southampton écrit avec un grand bonheur à son ami William More pour donner des nouvelles de la naissance de son fils. Les six années suivantes constituent une période de stabilité, la reine accordant à Southampton de petits signes de faveur. Après la mort de sa mère en 1574, Wriothesley commence à construire une nouvelle maison de campagne à Dogmersfield. Mary et Southampton poursuivent leur vie en termes affectueux jusqu'en 1577 environ. À partir de ce moment, Wriothesley interdit à Mary de voir un homme du nom de Donsame, décrit comme "une personne ordinaire". Après cette situation, leur relation se détériore. En 1580, Southampton apprend que Mary aurait été vue à Dogmersfield avec Donsame. Wriothesley décide alors d'éloigner sa femme et Mary est forcée de vivre sous surveillance dans l'un des domaines de son mari dans le Hampshire. Mary nie l'adultère et accuse un serviteur, Thomas Dymock, d'avoir inventé la rumeur. Il y a alors un différend entre Southampton et son beau-père au sujet de son traitement de sa femme, qui des années plus tard Robert Persons blâmé sur le conspirateur catholique romain Charles Paget. Lord Montagu écrit à Mary, demandant à sa fille de s'expliquer, et Mary lui envoie une copie d'une lettre envoyée à Southampton par leur fils, que son mari avait refusé de lire. Elle dit à son père dans un post-scriptum: 

« That yowr Lordship shalbe witnes of my desier to wyn my Lorde by all such meanes as resteth in me, I have sent yowe what I sent him by my little boye. Butt his harte was too greate to bestowe the reading of it, coming from me. Yett will I do my parte so longe as I am with him, but good my Lorde, procure so soone as conveniently yowe may, some end to my miserie for I am tyred with this life. »

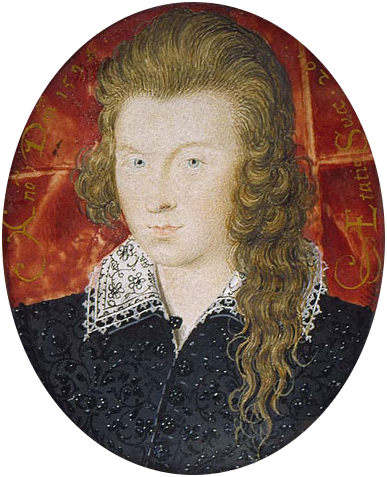
Fils de Marie Henry Wriothesley (3e comtes de Southampton)

Mary n'a revu son fils qu'après la mort de son père l'année suivante, le 4 octobre 1581. Wriothesley lui laisse une succession d'une valeur de 1097£ par an. Elle devint comtesse douairière de Southampton. Dans son testament, Wriothesley choisit Thomas Dymock et Charles Paget comme exécuteurs testamentaires. Mary conteste cette nomination avec un certain succès, soutenue par le comte de Leicester. Le 11 décembre 1581, un règlement entre elle et les exécuteurs testamentaires intervient: Dymock reçoit de généreux legs, mais doit céder l'administration de la succession à Edward Gage.
La reine Elizabeth vend la tutelle et la garde du jeune fils de Mary à Charles Howard 1er comte de Nottingham pour 1 000£. Howard transfère ensuite la garde à William Cecil (1er baron Burghley), mais garde le contrôle des domaines du jeune Southampton. À la fin de 1581 ou au début de 1582, le nouveau comte de Southampton, alors âgé de huit ans, vient vivre à Cecil House dans le Strand. Cela n'empêche pas Henry de passer du temps avec sa mère. Mary, le 14 octobre 1590, écrit à Burghley pour le remercier de lui avoir confié son fils pendant quelque temps.
Pendant près de quatorze ans, la comtesse douairière reste veuve. Le 2 mai 1594, elle épouse en secondes noces Thomas Heneage, Vice-Chambellan de la Maison de la Reine. Heneage meurt à peine cinq mois plus tard. Comme il a demandé à l'avance des sommes substantielles en rapport avec ses fonctions, à son décès, il doit £12 000 à la Couronne. En 1596, Mary, son exécuteur testamentaire, a déjà effectué deux paiements importants, mais les vérificateurs de la Reine l'informent qu'il lui reste encore plus de £7 800 à payer. Selon Akrigg, pour arriver à rembourser cette dette substantielle, Mary a probablement dû puiser dans ses propres ressources. Entre le 5 novembre 1598 et le 31 janvier 1599, Mary Heneage se marie en troisième noces à William Hervey, 1er baron Hervey (mort en 1642). Elle vit encore presque neuf ans et meurt en octobre ou novembre 1607.
Mary laisse un testament daté du 14 novembre, dans lequel elle donne ses instructions pour son enterrement à Titchfield "aussi près que possible du corps de mon honorable et cher Comte bien-aimé et mari Henri feu comte de Southampton",,.
Le 17 novembre 1607, Thomas Howard, 14e comte d'Arundel, écrit au George Talbot, 9e comte de Shrewbury: " la Vieille Southampton... est morte, et a laissé le meilleur de ses affaires à son fils, et la plus grande partie à son mari, qui je pense, sera vendue et dispersée entre les mains de nombreux hommes".